# Пій IV
Папа Римський Пій IV (31 березня 1499 — 9 грудня 1565) в миру Джованні Анджело Медічі (італ. Giovanni Angelo de Medici) — папа римський з 25 грудня 1559 до 9 грудня 1565.

## Біографія
Джованні Анджело Медічі походив із бічної, збіднілої гілки роду Медічі. Народився 31 березня 1499 року в Мілані. Був сином нотаріуса. Присвятив себе медицині та юриспруденції. Навчався в університетах в Павії і Мілані. Павло III взяв його на службу до папської курії. Медичі мав чотирьох позашлюбних дітей.
Павло III призначив його архієпископом Рагузи (Сицилія), а в 1549 — кардиналом. Медічі вважався людиною ясною, життєрадісною. Його відмінність від гордого й неприступного Павла IV кидалась в очі, і це було вирішальним у питанні обрання його папою. Доброзичливий від природи, Пій IV однак із надзвичайною суворістю віднісся до непотів свого попередника: кардинала Альфонсо він відправив у вигнання, інший — Джованні — склав голову на ешафоті, а кардинала Карло Карафу, що на конклаві голосував за Пія, було задушено в в'язниці в Замку святого Ангела.
Водночас Пій IV роздав потомству своїх трьох сестер кардинальскі шапки, а власним дітям забезпечив вигідні бенефіції. Найвідомішим з кардиналів-непотів виявився Карло Борромео (1538—1584), пізніше — єпископ Мілана, старанний реалізатор постанов Тридентського собору, засновник перших духовенських семінарій. Карло був канонізований 1610 року. Пій IV довів справу до повного завершення роботи собору. Рішення, прийняті собором, нічим не обмежували владу папи, віддаючи під його опіку здійснення церковної реформи. Ідеї конциляризму (теза про верховенство собору над папою) були надовго відсунуті. Були засуджені вчення Лютера й Кальвіна та сформульовані головні принципи католицької доктрини про таїнства, про милосердя Боже і роль Церкви в спасінні людини від гріха. Собор прийняв також багато постанов дисциплінарного характеру. Варто відзначити, що папи не брали участі в жодній із 25 сесій собору. 26 січня Пій IV підписав соборні декрети й одразу перейшов до їх реалізації. Був підготовлений Тридентський катехизис — основний підручник католицької віри. Він призначався для нижчого духовенства. Сформульовано було також текст присяги, яку зобов'язувався скласти кожен священик до того, як зайняти церковну посаду. З'явилась конгрегація собору, задачею якої був контроль за виконанням постанов, прийнятих у Триденті. 1564 року з'явився виправлений і доповнений «Індекс заборонених книг». На релігійні війни Європи папа не впливав.